# Castejón de Henares
Castejón de Henares ist ein Ort und eine Gemeinde (municipio) mit 59 Einwohnern (Stand: 2024) im Zentrum der Provinz Guadalajara in der Autonomen Gemeinschaft Kastilien-La Mancha. 

## Lage und Klima
Castejón de Henares liegt in einer Höhe von ca. 930 m in der Kulturlandschaft der Serranía. Die Entfernung zur südwestlich gelegenen Provinzhauptstadt Guadalajara beträgt ca. 50 Kilometer (Fahrtstrecke). Das Klima ist gemäßigt bis warm; Regen (523 mm/Jahr) fällt übers Jahr verteilt.

## Bevölkerungsentwicklung
| Jahr      | 1970 | 1981 | 1991 | 2001 | 2011 | 2021 |
| Einwohner | 211  | 171  | 124  | 103  | 90   | 60   |

## Sehenswürdigkeiten
- Michaeliskirche